# نبرد قلعه دم‌دم
نبرد قلعه دِم‌دِم  سلسله نبردهایی بود که میان کردها و قوای صفوی، در قلعۀ‌ دم‌دم رخ داد. دم‌دم‌ نام یک کوهستان و نیز قلعه‌ای تاریخی است که در استان آذربایجان غربی و در قسمت غربی دریاچه ارومیه واقع شده‌است.

## موقعیت قلعه
کوه دم‌دم میان رود باراندوز چای و درهٔ قاسملو در نزدیکی ساحل دریاچهٔ ارومیه قرار گرفته‌است. این کوه در چند کیلومتری غرب ارومیه -جادهٔ مهاباد- و نزدیک روستای بالانج در هیجده کیلومتری ارومیه واقع شده‌است. قلعه دمدم بنا بر سنت شفاهی کردی به قبل از اسلام بر می‌گردد. امیرخان لپزرین فرمانروای برادوست که خواهان حفظ استقلال امارت در حال گسترش اش در برابر رسوخ عثمانی و صفوی به درون منطقه بود، در ۱۶۰۹ ویرانه‌های آن را بازسازی کرد. اسکندربیگ در آن سال آن را دژی نیرومند متشکل از پنج قلعۀ جداگانه با مخازن حفاظت‌شده و چاله برای ذخیره‌سازی یخ و برف توصیف کرد. امروزه بخش‌هایی از دیوارها و انبوه ساختمان از سنگ و آجر هنوز هم قابل مشاهده هستند.

## نبرد دم‌دم
نبرد دم‌دم در تاریخ‌نگاری صفوی جایگاهی برجسته دارد.ایل برادوست از نوادگان خاندان آل حسنویه بودند در زمانی نامشخص به آذربایجان کوچ کردند و شاه عباس اول نیز مانند بقیه شاهان حق موروثی امیرخان برای حکومت بر برادوست را به رسمیت شناخته بود؛ ولی بازسازی دم‌دم حرکتی در جهت استقلال بود که می‌توانست قدرت صفویه را در شمال غرب به خطر بیندازد؛ در واقع، نه عثمانیان و نه صفویان کنترل مستحکمی بر کردستان، آذربایجان و ارمنستان نیافته بودند. بسیاری از کردها از جمله فرمانروایان مکری (غرب و جنوب دریاچه ارومیه) پیرامون امیرخان بسیج شده‌بودند. پس از یک محاصرۀ شدید و طولانی به رهبری حاتم‌بیگ وزیر اعظم صفوی از نوامبر ۱۶۰۹ تا تابستان ۱۶۱۰ دم‌دم تسخیر شد و همۀ محافظان آن قتل‌عام شدند. شاه عباس دستور قتل‌عام در برادوست و مکری را داد، ایل ترک افشار را دوباره در منطقه ساکن کرد و بسیاری از قبایل کرد را به خراسان فرستاد. این دو امارت ماندند گرچه خیلی ضعیف‌تر شدند. امرای برادوست دو بار با صفویان در دم‌دم نبرد کردند. در سال ۱۷۲۹ میلادی، تهماسب‌قلی سپهسالار (نادرشاه) یوسف‌پاشا حاکم عثمانی ارومیه را در دم‌دم مغلوب کرد و دستور داد تا قلعه را ویران کنند.
بر خلاف مؤرخان ایرانی (اسکندربیگ و ادیب‌الشعراء) که نبرد اول دم‌دم را در نتیجهٔ خیانت یا یاغی‌گری کُردها حساب کرده‌اند، در روایات شفاهی کُردها، کارهای ادبی و تاریخ‌نگاری‌ها این نبرد به عنوان نزاع کردها علیه سلطهٔ بیگانه قلمداد شده‌است.

## نبرد دم‌دم در ادبیات کردی
ماجرای نبرد قلعهٔ دمدم در ادبیات کردی، چه در ادبیات شفاهی و چه در ادبیات مکتوب این زبان بازتاب یافته‌است. در ادبیات شفاهی منظومه‌ای به نام به‌یتی دم‌دم به زبان کردی و لهجهٔ کرمانجی وجود دارد که حماسه‌ای ملی به‌شمار می‌رود. نخستین روایت منظوم از این اثر در ادبیات مکتوب کردی توسط فقیه طیران خلق شده‌است. در ادبیات مدرن کردی نیز نویسندگان کرد و به ویژه نویسندگان کرد شوروی سابق رمان‌هایی در این زمینه نوشته‌اند. شناخته‌شده‌ترین این رمان‌ها عبارت‌اند از:
- دم‌دم نوشتهٔ حاجی جندی
- دم‌دم نوشتهٔ عرب شامیلوف
- دم‌دم نوشتهٔ اردیخان جلیل